# Charles Harold Dodd
Charles Harold Dodd (Wrexham, 7 aprile 1884 – Goring-on-Thames, 21 settembre 1973) è stato un pastore protestante britannico, studioso del Nuovo Testamento e un influente teologo protestante.
È noto per aver promosso la cosiddetta "escatologia realizzata", ovvero la teoria secondo cui i riferimenti fatti da Gesù al Regno di Dio indicavano una realtà presente - il suo ministero e la sua durevole eredità - piuttosto che una futura apocalisse.

## Biografia
Dodd nacque in Galles, ed era fratello dello storico Arthur Herbert Dodd. Iniziò a studiare lettere classiche allo University College di Oxford nel 1902. Dopo essersi laureato nel 1906 trascorse un anno a Berlino, dove ebbe modo di entrare in contatto con il pensiero di Adolf von Harnack.
Ricevuta l'ordinazione nel 1912, fu ministro congregazionalista per tre anni a Warwick, e in seguito si dedicò al lavoro accademico. Dal 1915 fu Yates Lecturer di Nuovo Testamento ad Oxford. Nel 1930 divenne Rylands Professor di critica ed esegesi biblica presso la Victoria University di Manchester (oggi la University of Manchester). Dal 1935 assunse l'incarico di Professor of Divinity presso l'Università di Cambridge, diventando professore emerito nel 1949. Tra i suoi studenti a Cambridge vi furono David Daube e William D. Davies. I tre accademici, ciascuno attraverso ricerche individuali, diedero inizio a una nuova stagione degli studi neotestamentari che portarono alla Nuova Prospettiva su Paolo e agli studi di E. P. Sanders, studente di Davies.
A partire dal 1950 diresse il lavoro dei traduttori della New English Bible.
Dodd morì a Goring-on-Thames nel 1973. La figlia di Dodd, Rachel, sposò nel 1951 lo studioso di Antico Testamento Rev. Eric William Heaton.

## Opere
- The Meaning of Paul for Today (1920),
- The Gospel in the New Testament undated
- The Authority of the Bible (1928).
- The Leader (1930) booklet
- Epistle of Paul to the Romans (1932) Moffatt Commentary
- The Framework of the Gospel Narrative (1932).
- There and Back Again (1932).
- The Mind of Paul: A Psychological Approach (1933).
- The Bible and its Background (1935).
- The Bible and the Greeks (1935).
- The Parables of the Kingdom (1935).
- The Apostolic Preaching and its Developments: Three Lectures with an Eschatology and History (1936).
- The First Epistle of John and the Fourth Gospel (1937).
- History and the Gospel (1938).
- The Bible Today (1946).
- The Johannine Epistles (1946) Moffatt Commentary.
- About the Gospels (1950).
- The Coming of Christ: Four Broadcast Addresses for the Season of Advent (1951).
- Gospel and Law: The Relation of Faith and Ethics in Early Christianity (1951) Bampton Lectures at Columbia University.
- According to the Scriptures: The Substructure of New Testament Theology (1952).
- Christianity and the Reconciliation of the Nations (1952).
- Man In God's Design According to the New Testament (1953) with Panagiotis Bratsiotis, R. Bultmann, and Henri Clavier.
- The Interpretation of the Fourth Gospel (1953). Contents, pp. 2-46, back-cover description.
- New Testament Studies (1953).
- The Dialogue Form in the Gospels (1954/55).
- Benefits of His Passion (1956).
- How to Read the Gospels (1956).
- Triptych (1958).
- Historical Tradition in the Fourth Gospel (1963). Preface, Contents, pp. 1-44, back-cover descr.
- More New Testament Studies (1968).
- The Founder of Christianity (1970).